# يو إف سي ليلة القتال: دياز ضد نير
يو إف سي ليلة القتال: دياز ضد نير (بالإنجليزية: UFC Fight Night: Diaz vs. Neer)‏ هو حدث لفنون القتال المختلطة نظمته يو إف سي، أُقيم في 17 سبتمبر 2008، على قاعة أوماها سيفيك في أوماها، نبراسكا، الولايات المتحدة.